# Hebeloma collariatum
Hebeloma collariatum är en svampart som tillhör divisionen basidiesvampar, och som beskrevs av Bruchet. Hebeloma collariatum ingår i släktet fränskivlingar, och familjen buktryfflar. Arten är reproducerande i Sverige.